# Céler
Céler fue un arquitecto romano con estatuto de esclavo, calificado de machinator (« ingeniero ») por Tácito, y que trabajó para Severo, el cual es calificado de magister (« maestro de obra » o « arquitecto jefe »). Este era el arquitecto más célebre y prometedor de la época. Céler y Severo serían originarios de Florencia, y los autores de los planos de la Domus Aurea, el gran palacio de Nerón. 
Céler se encargó también de encontrar soluciones para el Coloso de Nerón, estatua monumental de treinta y cinco metros, y de la realización de las obras de agua y otros ingenios del palacio. Según Tácito, ambos arquitectos diseñaron los planos de un canal, que habría facilitado la navegación entre Pozzuoli y el Tíber, pero los trabajos de excavación se suspendieron a la muerte del emperador